# Alexander Biemer
Alexander Biemer (* 1972/1973) ist ein deutscher Basketballtrainer.

## Leben
Biemer war von 1998 bis 2000 Trainer der Zweitliga-Damen des TV Bensberg, dann von 2000 bis 2003 der BG TV Neunkirchen/Siegburger TV, ebenfalls in der 2. Damen-Bundesliga. Im Vorfeld der Saison 2003/04 trat er als Nachfolger von Anna Stammberger das Traineramt beim Erstligisten BG Rentrop Bonn an. In Neunkirchen und Bonn gehörte auch seine Schwester Susanne zu seinen Spielerinnen. Biemer blieb bis zum Ende der Spielzeit 2004/05 Bonner Trainer und ging dann zum TV Neunkirchen zurück, wo er im Jugendbereich arbeitete. Ab Januar 2006 bis Saisonende 2005/2006 war er dann abermals Trainer in Bensberg, diesmal in der Damen-Bundesliga, blieb aber gleichzeitig auch für den TV Neunkirchen tätig. Neben Traineraufgaben übernahm er dort später auch das Amt des Abteilungsleiters Basketball.
Als Funktionär wurde er für den Westdeutschen Basketball-Verband (WBV) tätig und 2009 in den Vorstand gewählt. Dort übernahm er als einer der Vizepräsidenten die Leitung des Bereichs Bildung. In diesem Amt arbeitete Biemer bis 2015 mit seinem Vater Klaus-Rüdiger zusammen, der WBV-Vorsitzender war. Er blieb auch nach dem Ausscheiden seines Vaters im Jahr 2015 als Vizepräsident Bildung für den WBV tätig. Bei der Bundesakademie des Deutschen Basketball-Bundes wurde Biemer zudem Mitglied des Lehr- und Trainerausschusses.